# Operaciones encubiertas durante la guerra del Pacífico

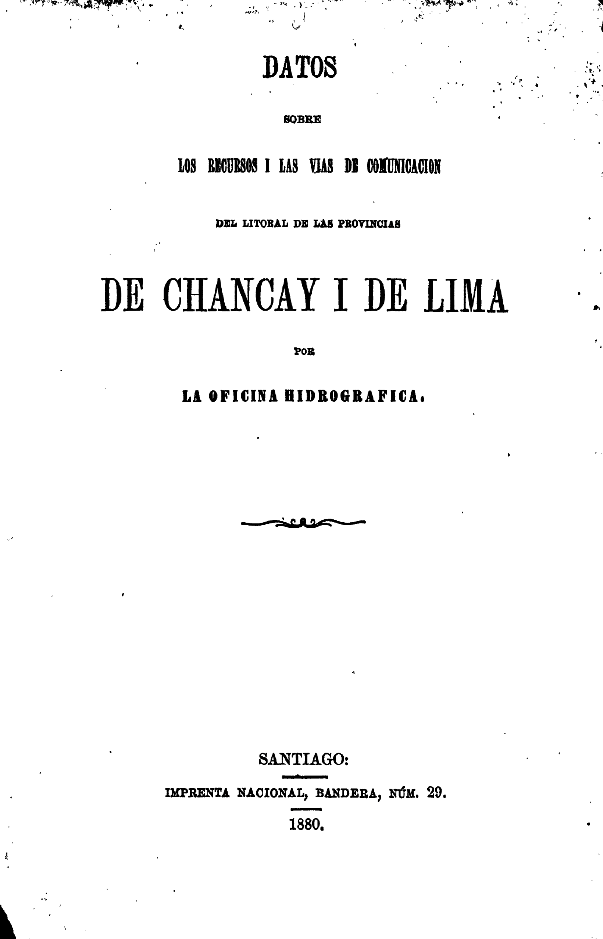
Publicación de la oficina Hidrográfica de Chile en la que colaboraron Birkedal y Juliet, publicado en 1880.

Las operaciones encubiertas durante la guerra del Pacífico fueron las acciones de los países beligerantes destinadas a contribuir a sus objetivos que para mayor eficacia se realizaban ya sea encubriendo a los autores, los hechos o los fines. Entre ellas están la recopilación de datos sobre armamentos, contingentes, plazas fuertes, movimientos e intenciones de los enemigos. También se acumuló datos, ya sea por investigación o por exploración, sobre caminos, distancias, puertos, lugares de acceso, etc, de la zona de guerra. En Europa, USA y Centroamérica, los agentes debían realizar la compra (triangulada) de armas y encubrir el despacho adecuadamente para burlar las leyes de neutralidad de los países vendedores. Influir sobre la opinión pública a su favor y desprestigiar al enemigo, podía ser realizado a veces más efectivamente cuando no se reconocía al verdadero promotor de las noticias.
Impedir la entrega ilegal de armas a los enemigos o informar o desinformar por medios legales no requiere cobertura para su efectividad, pero develar oportunamente las triangulaciones requiere investigaciones que son más efectivas si son encubiertas.
También pueden ser consideradas parte de sus afanes, la búsqueda de interlocutores en el gobierno o la oposición en Bolivia dispuestos a buscar una paz separada de Perú.
Según Guillermo Parvex, quien tuvo acceso a documentos inéditos del Ministerio de Relaciones Exteriores, autor de "Servicio Secreto Chileno en la Guerra del Pacífico", no existía en el gobierno chileno ni en su ejército o armada un conocimiento cabal que distinguiese entre inteligencia estratégica, operacional o táctica.: 10  También tareas de reconocimiento y exploración usualmente realizada por unidades militares, le fueron encargadas a la organización.

## Causas y objetivos
Desde los comienzos de las repúblicas americanas existieron intentos de influir en la política vecinal por medio de apoyo, disimulado o público, para disidentes. Chile, que era a mediados del siglo XIX un lugar de asilo para Domingo Faustino Sarmiento, Nicolás de Piérola, Mariano Ignacio Prado y otros políticos que habían debido huir de la persecución en sus países, no era ajeno a esas maquinaciones: los casos de Quintín Quevedo y Ramón Freire tuvieron notorias consecuencias.
A medida que mejoraban las posibilidades de transporte y el aumentaba el interés económico en regiones hasta entonces casi desconocidas, se intensificaron las disputas limítrofes entre los países de América del Sur y los consiguientes temores de guerra a los que siguieron el interés por una visión más clara de las opciones a disposición.
Parvex sostiene que Perú no logró desarrollar un servicio secreto acorde con sus necesidades.
Dado que la estrategia militar chilena era ofensiva, su interés se extendía también a la geografía de la zona de guerra que les era desconocida.
Usualmente se distingue entre varios niveles y tipos de inteligencia y operaciones.

### Inteligencia estratégica

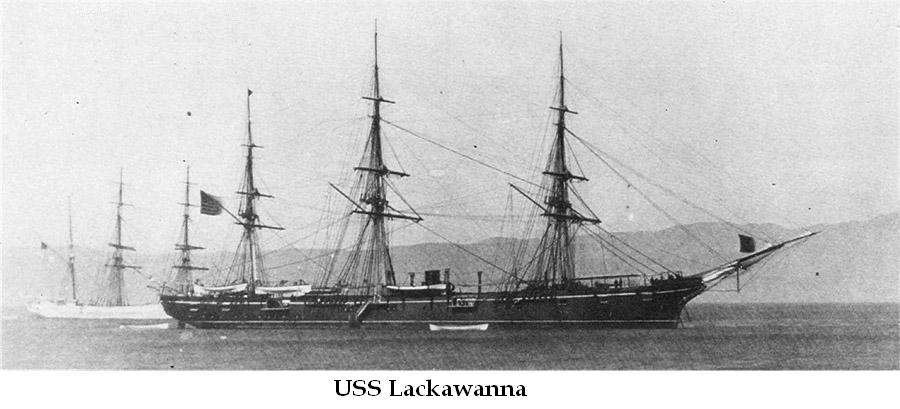
Nave de guerra estadounidense USS Lackawanna, donde se realizó la Conferencia de Paz de Arica. Antes de la reunión, algunos delegados chilenos se reunieron secretamente con algunos delegados bolivianos para acordar una paz separada. Ni la reunión secreta ni la conferencia tuvieron éxito y la guerra continuó.

Este nivel de investigación es definido como aquella información que responde a los requerimientos de los Gobiernos Nacionales para tener una visión global de los asuntos políticos, económicos, diplomáticos y militares, es necesaria para la preparación de políticas y planes en los niveles nacional e internacional. Este es el nivel superior de la inteligencia derivada de la información obtenida sobre el área más amplia posible en respuesta a las necesidades percibidas por los gobiernos nacionales a través de todo el espectro de asuntos militares, diplomáticos, políticos y económicos nacionales e internacionales.
En este plano los chilenos realizaron operaciones de inteligencia destinados a la:
- búsqueda de información sobre el Tratado secreto entre Perú, Argentina y Bolivia: los resultados son aún controvertidos, pues si bien la existencia del pacto secreto era por lo menos supuesta en Chile, la información parece no haber sido plausible para las altas esferas de gobierno. Sergio Villalobos sostiene que diferentes fuentes asignaban diferentes interpretaciones a sus datos.
- evaluar la posibilidad de acordar con Bolivia una paz separada: con este fin viajaron a La Paz Holger Birkedal y Pedro Garré.[1]: 78
- informarse sobre la situación política en Lima: Harvey informó al gobierno chileno sobre los sucesos en Lima tras la partida de Prado.[1]: 113

### Inteligencia táctica u operacional
La información que se busca en este caso es la requerida por los mandos para el planeamiento y dirección de las operaciones de combate: Establecer posibilidades operativas o tácticas según corresponda, determinando características, limitaciones y vulnerabilidades del enemigo. Proporcionar los antecedentes necesarios para realizar operaciones de Inteligencia en apoyo a la conducción operativa o táctica.
Los chilenos realizaron operaciones de inteligencia destinados a buscar información sobre:
- la capacidad bélica de Perú, Argentina y Bolivia: armas, naves, contingentes, moral, fortalezas fueron reportados desde los países aliados por espías chilenos y extranjeros, pero también por representantes consulares. En 1873 se buscó información sobre la capacidad naval argentina y para ello se enviaron con ese fin agentes con ese fin para recabar información, entre ellos a Arturo Prat Chacón.[4] A mediados de la década de los 1870s y por poco tiempo, la Armada de Chile mantuvo una organización para la obtención de informaciones.[1]: 19  Una vez desatada la guerra, los chilenos recibieron valiosos informes de empleados extranjeros como Robert Harvey Northey (Inspector general de salitreras, primero en Perú y luego en Chile), Holger Birkedal , Pedro Garré o basada en aportes, voluntarios o indiscreciones, de soldados enemigos[1]: 57–59  y así muchos otros.
- la geografía de la potencial zona de guerra: puertos, lugares de desembarco, caminos, depósitos y cursos de agua, lugares de producción y almacenaje de alimentos, etc, fueron cartografiados por la Oficina hidrográfica bajo el mando de Francisco Vidal Gormaz utilizando para ello mapas anteriores, informes de viajeros y de espías. Los chilenos que habían trabajado en Perú y los chinos libertos aportaron sus conocimientos. También soldados vestidos de civil hicieron el trayecto para buscar información.[1]: 90

La importancia de esta información puede ser evaluada a vista de que el 2 de noviembre de 1879 una parte de las fuerzas chilenas fue desembarcada unos pocos kilómetros al sur de Pisagua, en Caleta Junín, un lugar totalmente inadecuado. Sin resistencia, los chilenos demoraron hasta las 17:00 horas en desembarcar y llegaron a Pisagua cuando la lucha había terminado horas antes.
Diego Barros Arana consigna en su Historia de la Guerra del Pacífico, (1879-1880) que la Oficina Hidrográfica de Chile publicó entre 1879 y 1880 nueve obras sobre la geografía e infraestructura de la zona de guerra.: 112–115 
- gestiones de los aliados para la compra y transporte de armas: agentes chilenos impedieron la transferencia de los acorazados franceses Solferino y La Gloire en junio de 1879: 143 , de un acorazado turco de la Clase Fethi Bulend: 146  y en 1880 el embargo de las fragatas BAP Lima y USS Topeka (pg-35): 147
- armas escondidas tras la ocupación de Lima

Los aliados realizaron operaciones de inteligencia destinados a averiguar:
- itinerarios de las naves chilenas de guerra y abastecimiento, como por ejemplo las averiguaciones que llevaron a la incursión de la Unión a Punta Arenas para capturar al mercante Glenelg con un cargamento de armas para Chile.[1]: 171  o que fundaron la incursión peruana que culminó con el hundimiento de la Esmeralda y el encallamiento de la Independencia el 21 de mayo de 1879.
- lugares de desembarco de tropas chilenas
- posición y desplazamiento de las tropas chilenas en la Campaña de la Sierra
- información sobre gestiones de los chilenos para la compra y transporte de armas Perú logró el embargo inglés de los cruceros Arturo Prat y Esmeralda.

### Otras operaciones encubiertas
Más allá, otros aspectos de un conflicto bélico implican Procedimientos no Convencionales como aquellos que por sus características requieren una alta especialización, y son necesarios para la misión de la inteligencia: Operaciones especiales (acciones encubiertas, operaciones, sabotaje, actos clandestinos, subversión), Operaciones Psicológicas.
Ambos bandos buscaban
- comprar y transportar armas desde países neutrales burlando las leyes de neutralidad y desviando las compras a través de empresas de fachada y destinos falsos.[1]: 135–136
- pagar a periodistas extranjeros para informar favorablemente Mario Barros describe las peripecias de los diplomáticos chilenos en los EE. UU., durante el periodo de J. Blaine, para entender, aprender y encauzar a la prensa estadounidense a su favor por medio de entrega de información a los periodistas o directamente a la opinión pública por medio de folletos, tanto en inglés como en castellano para la creciente comunidad latina en los EE. UU.[6]: 443-  Pascual Ahumada Moreno publicó en su recopilación algunos telegramas del consulado peruano en Panamá entre los cuales en el del 11 de julio de 1879 se solicita dinero para "subvencionar periódicos o hacer publicaciones sueltas".[7]: 46
- efectuar labores de contrainteligencia como el corte del cable submarino para interrumpir las comunicaciones enemigas

Si el incendio que afectó al mercante Almvick-Castle fue fortuito u obra de sabotaje aliado, no ha sido dilucidado.: 153–155  La nave transportaba a Chile material de guerra y una máquina para la fabricación de munición.
El gobierno chileno necesitaba para la realización de su política boliviana encontrar interlocutores bolivianos proclives a terminar la alianza con Perú, ayudarles a tomar el poder y negociar secretamente con ellos una alianza con Chile. Estas gestiones fueron apoyadas en Chile con la liberación de militares bolivianos prisioneros proclives a esa opción. Ya a comienzos de la guerra Joaquín Walker Martínez fue a Arequipa, por iniciativa propia, para ofrecer a Casimiro Corral el apoyo de Chile a cambio del fin de la alianza con Perú.: 227

## Medios técnicos

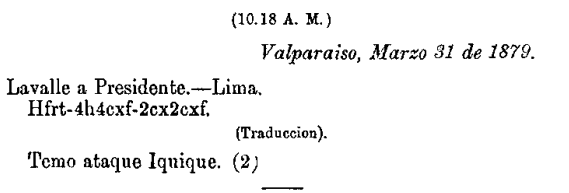
Mensaje cifrado de José Antonio Lavalle enviado a Lima el 31 de marzo de 1879. Es una codificación diferente a la de la tabla.